# Niilo Halonen
Kalle Niilo Ponteva Halonen (ur. 25 grudnia 1940 w Kouvola, zm. 17 sierpnia 2025) – fiński skoczek narciarski, srebrny medalista olimpijski oraz brązowy medalista mistrzostw świata.

## Kariera
Jego największym sukcesem jest wywalczenie srebrnego medalu podczas igrzysk olimpijskich w Squaw Valley w 1960. Uległ tam jedynie Helmutowi Recknagelowi, wyprzedzając bezpośrednio Otto Leodoltera. Cztery lata później, na igrzyskach w Innsbrucku Halonen nie zdołał powtórzyć sukcesu ze Squaw Valley, zajmując czternaste miejsce zarówno w konkursie na normalnej, jak i dużej skoczni.
W 1958 wystartował na mistrzostwach świata w Lahti, zajmując 14. miejsce. Zdobył także brązowy medal na mistrzostwach świata w Zakopanem w 1962 na dużej skoczni, gdzie wyprzedzili go jedynie Helmut Recknagel oraz Nikołaj Kamienski. Ostatni międzynarodowy występ zaliczył w 1966 podczas mistrzostw świata w Oslo, gdzie zajął siódme miejsce na dużej skoczni.
Po zakończeniu kariery w 1967 pracował jako trener oraz menedżer w Fińskiej Federacji Narciarskiej. W 1981 został wybrany trenerem roku w Finlandii. Od 1992 pracował w FIS jako koordynator skoków narciarskich, a podczas mistrzostw świata w Trondheim w 1997 był jednym z sędziów.
Zmarł w sierpniu 2025 roku w wieku 84 lat.

## Igrzyska olimpijskie
| Miejsce | Dzień       | Rok  | Miejscowość  | Konkurs                         | Wynik     | Strata    | Zwycięzca        |
| ------- | ----------- | ---- | ------------ | ------------------------------- | --------- | --------- | ---------------- |
| 2.      | 28 lutego   | 1960 | Squaw Valley | Skocznia normalna indywidualnie | 222.6 pkt | -4.6 pkt  | Helmut Recknagel |
| 14.     | 31 stycznia | 1964 | Innsbruck    | Skocznia normalna indywidualnie | 203.4 pkt | -26.5 pkt | Veikko Kankkonen |
| 14.     | 9 lutego    | 1964 | Innsbruck    | Skocznia duża indywidualnie     | 205.8 pkt | -24.9 pkt | Toralf Engan     |

## Mistrzostwa świata
| Miejsce | Dzień     | Rok  | Miejscowość | Konkurs                         | Wynik     | Strata    | Zwycięzca        |
| ------- | --------- | ---- | ----------- | ------------------------------- | --------- | --------- | ---------------- |
| 14.     | 9 marca   | 1958 | Lahti       | Skocznia normalna indywidualnie | 201,0 pkt | -23,5 pkt | Juhani Kärkinen  |
| 3.      | 25 lutego | 1962 | Zakopane    | Skocznia duża indywidualnie     | 224,5 pkt | -16,9 pkt | Helmut Recknagel |
| 7.      | 27 lutego | 1966 | Oslo        | Skocznia duża indywidualnie     | 197,2 pkt | -18,1 pkt | Bjørn Wirkola    |